# Kim Chang-hee (haltérophilie)
Pour les articles homonymes, voir Kim Chang-hee.
Kim Chang-hee, né le 14 février 1921 et mort le 18 janvier 1990, est un haltérophile sud-coréen dans les années 1950.
Il remporte la médaille d'or aux Jeux asiatiques de 1954 ainsi que la médaille de bronze aux Jeux olympiques d'été de 1956 dans la catégorie des moins de 67,5 kilogrammes.